# Klavdia Petrivna
Klavdia Petrivna (укр. Клавдія Петрівна, справжнє ім'я — Опришко Соломія Ярославівна; 13 серпня 2005, с. Гірне, Львівська область, Україна) — українська співачка, авторка пісень та музикантка, яка на початковому етапі кар'єри зберігала анонімність. Набула швидкої популярності в соціальній мережі TikTok. Її треки набирають мільйони прослуховувань на YouTube та стримінгових сервісах. На початку 2024 року очолила чарти українських радіостанцій з піснею «Знайди мене».

## Життєпис
Соломія Опришко народилася в селі Гірному, нині Грабовецько-Дулібівської сільської громади Стрийського району Львівської області України.
Навчалася в музичній школі. Закінчила Дрогобицький музичний коледж імені Василя Барвінського (2024, клас скрипки). Грала в симфонічному, камерному та народному оркестрах.

## Особистість

### Псевдонім
Клавдія Петрівна — це псевдонім, запозичений у героїні роману «Записки кирпатого Мефістофеля» українського письменника Володимира Винниченка.

### Версії щодо справжнього імені
Від початку кар'єри виконавиця зберігала анонімність.
Деякі джерела висловлювали думку, що це досвідчена жінка 35-40 років, інші, що Клавдія Петрівна — це молода, навіть юна дівчина. Існувала теорія, що Klavdia Petrivna — спеціальний проєкт, і її голос створений за допомогою нейромережі. Ще серед фанатів побутувала думка, що за виконавицею стоїть уже відома особистість. Команда співачки реагувала на ці теорії різноманітно. Вони стимулювали дискусії навколо теорії про штучний інтелект, використовуючи неоднозначний текст в описі під офіційними відео чи на сторінках артистки, та водночас директорка лейблу Катерина Шевченко в інтерв'ю розповідала, що Клавдія юна й ще навчається в музичному коледжі.
За словами українського співака OSTY, інкогніто-співачкою Klavdia Petrivna вирішила бути не заради піару, а через сором'язливість та страх зганьбитися в разі провалу. Артистка любить творчість Володимира Івасюка та французькі пісні, звідки й черпає натхнення.

#### Соломія Опришко
20 грудня 2023 року блогер Богдан Беспалов, посилаючись на власні джерела, повідомив, що справжнє ім'я артистки — Соломія. За його інформацією, їй 18 років, вона родом з села Гірне, що на Львівщині та навчається у Дрогобицькому музичному коледжі ім. В. Барвінського. Окрім цього, за непідтвердженою інформацією, в Instagram Соломії Опришко був знайдений фрагмент пісні «Я тобі брехала», Stories з яким була викладена разом ще у 2021 році, а офіційна прем'єра «Я тобі брехала» у виконанні Клавдії Петрівни з'явилась лише в лютому 2024 року[джерело?]. Підтвердження цього імені відбулося на другому дебютному сольному концертові в Палаці Спорту.

#### Маша Кондратенко
6 лютого 2024 року під час оголошення переможців премії «Золота Зоря Лірум» Klavdia Petrivna перемогла в номінації «Дебют року». Отримувати нагороду вийшла відома виконавиця Маша Кондратенко, але водночас не підтвердила свою тотожність з анонімною співачкою. Слухачі ж звернули увагу на те, що тембри голосів Klavdia Petrivna та Маші Кондратенко відрізняються.
8 серпня 2024 року Klavdia Petrivna з Машею Кондратенко випустили сингл «Їде дах», який підтвердив, що Klavdia Petrivna це не Маша Кондратенко.

## Кар'єра
4 липня 2023 року артистка опублікувала в TikTok відео зі своїми демоверсіями пісень, що стрімко набирали переглядів та позитивних відгуків у соцмережі. Уже 3 серпня Klavdia Petrivna опублікувала в особистому телеграм-каналі демоальбом, що складався із 7 треків.
Восени вона підписала контракт із молодим українським лейблом NEBO Music, що можна вважати офіційним виходом виконавиці на велику українську попсцену. 22 вересня відбувся реліз мініальбому з 4 оновлених пісень, що входили в початковий демоальбом.
У перші місяці кар'єри, коли Klavdia Petrivna через необережність не володіла офіційними правами на демотреки, невідомі особи опублікували їх на кількох стрімінгових платформах та отримували з них прибуток. Ці невідомі особи, як повідомляла директорка артистів лейблу Nebo Music Катерина Шевченко, використали чужі фото для обкладинки, а також у коментарях під відео в TikTok було опубліковано багато однакових згадок.
Під час виступу в рамках Третього саміту перших леді та джентльменів Олена Зеленська процитувала рядок з пісні Клавдії Петрівни «Я щаслива»: «Лікарі кажуть, що це депресія, мама каже, що я лінива», акцентуючи на важливості теми ментального здоров'я.
8 грудня вийшов другий мініальбом «Зима», а наприкінці 2023 року вийшов трек «Чорні Білі» за участі співака OSTY.
2024 рік розпочався з оприлюднення треку «Сніг». У квітні того ж року Klavdia Petrivna з Артемом Пивоваровим випустили трек «Барабан», а 30 серпня та 31 серпня відбулися дебютні сольні концерти співачки в Палаці спорту м. Києва.
13 та 14 лютого 2025 року Klavdia Petrivna виступила на концерт-арені  "Малевич" у Львові. 

## Дискографія

### Студійні альбоми
- Їде дах (2024)

### Мініальбоми
| Назва          | Деталі                                                                                     | Треки                                                                               |
| -------------- | ------------------------------------------------------------------------------------------ | ----------------------------------------------------------------------------------- |
| Бережи мене    | - Дата: 22 вересня 2023 року - Поширення: Nebo Music - Формат: Digital download, streaming | - Знайди мене - Хто ти (feat. OSTY) - Я щаслива — Лікарі кажуть - Бережи мене       |
| Зима           | - Дата: 8 грудня 2023 року - Поширення: Nebo Music - Формат: Digital download, streaming   | - Тишина - Дочка самурая - Зима — Я буду одна - Грудень                             |
| Інтимна лірика | - Дата 30 травня 2025 року - Поширення: Nebo Music - Формат: Digital download, streaming   | - Палай - Інтимна лірика - Жовті квіти (feat. OSTY) - Монашки - Музика в навушниках |

### Сингли
| Рік  | Назва                                      | Найвища позиція в чарті | Альбом            |
| Рік  | Назва                                      | UKR TOP 40              | Альбом            |
| ---- | ------------------------------------------ | ----------------------- | ----------------- |
| 2023 | «Імператори»                               | —                       | Сингл без альбому |
| 2023 | «Знайди мене»                              | 1                       | Бережи мене       |
| 2023 | «Уже світає»                               | —                       | Сингл без альбому |
| 2023 | «Чорні Білі» (з OSTY)                      | —                       | Сингл без альбому |
| 2024 | «Сніг» (з OSTY)                            | —                       | Сингл без альбому |
| 2024 | «Я тобі брехала»                           | 8                       | Сингл без альбому |
| 2024 | «Барабан» (з Артемом Пивоваровим)          | 1                       | The Best          |
| 2024 | «Театр»                                    | 15                      | Сингл без альбому |
| 2024 | «Намалюй мені ніч»                         | —                       | Сингл без альбому |
| 2024 | «Орбіти» (з TVORCHI)                       | —                       | Сингл без альбому |
| 2025 | «Невже»                                    | —                       | Сингл без альбому |
| 2025 | «—» означає, що сингл не увійшов до чарту. |                         |                   |

## Нагороди та номінації
| Рік  | Номіновано       | Номінація              | Премія          | Результат | Дж.    |
| ---- | ---------------- | ---------------------- | --------------- | --------- | ------ |
| 2023 | Klavdia Petrivna | Найкращий новий артист | Culture Ukraine | Перемога  | [ 21 ] |
| 2024 | Klavdia Petrivna | Дебют року             | Золота Зоря     | Перемога  | [ 11 ] |